# Zespół Pieśni i Tańca „Zaolzi”
Zespół Pieśni i Tańca „Zaolzi” (także ZPiT„ Zaolzi”) – zespół folklorystyczny działający przy PZKO w Jabłonkowie, od 2001 roku prezentujący obyczaje i tradycje regionu góralskiego. 

## Historia zespołu
Zespół powstał z inicjatywy grupy miłośników folkloru, którzy dotychczas tańczyli w zespole „Olza”. Byli członkowie Olzy mieli dobre relacje z Męskim chórem Gorol, a w Jabłonkowie brakowało zespołu tanecznego, zapadła więc decyzja utworzenia zespołu o nazwie„ Zaolzi”.
Zespół taneczny Zaolzi działa od roku 2001 przy Miejscowym Kole Polskiego Związku Kulturalno-Oświatowego w Jabłonkowie. Od roku 2003 zaczęto pracować również z dziećmi oraz młodzieżą w wieku od 4 lat, dzięki czemu Zaolzi jest zespołem międzypokoleniowym. Co roku zespół pomaga w organizacji i uczestniczy w jednym z najstarszych i największych festiwali folkloru w Międzynarodowych Spotkaniach Folklorystycznych „Gorolski Święto“ w Jabłonkowie. Poza tym organizuje imprezę "Dwo w jednym miechu, Zaolzi tańcuje a kapela gro". 

W roku 2020 zespół liczył około 20 tancerzy i tancerek, 30 dzieci oraz 5 muzykantów w kapeli „Potasz”. Próby zespołu odbywają się każdy piątek w sali PZKO w Jabłonkowie. Grupa współpracuje z  innymi kapelami, chórami i zespołami: „Istebną“ i „Koniakowem“ z Polski, „Oravanem“ z Nižné i Drevárem (Słowacja), „Šmykňą“ z Ostrawy, „Oldrzychowicami“ i „Gorolem“ z Jabłonkowa. W latach 2005–2018 roku zespół współpracował ze znaną i popularną w całym zaolziańskim regionie kapelą ludową „Nowina”. Od roku 2019 do tańca przygrywa zespołu kapela ludowa „Potasz”. ZPiT Zaolzi realizuje wspólne projekty i występuje z kapelą ludową „Lipka”. 

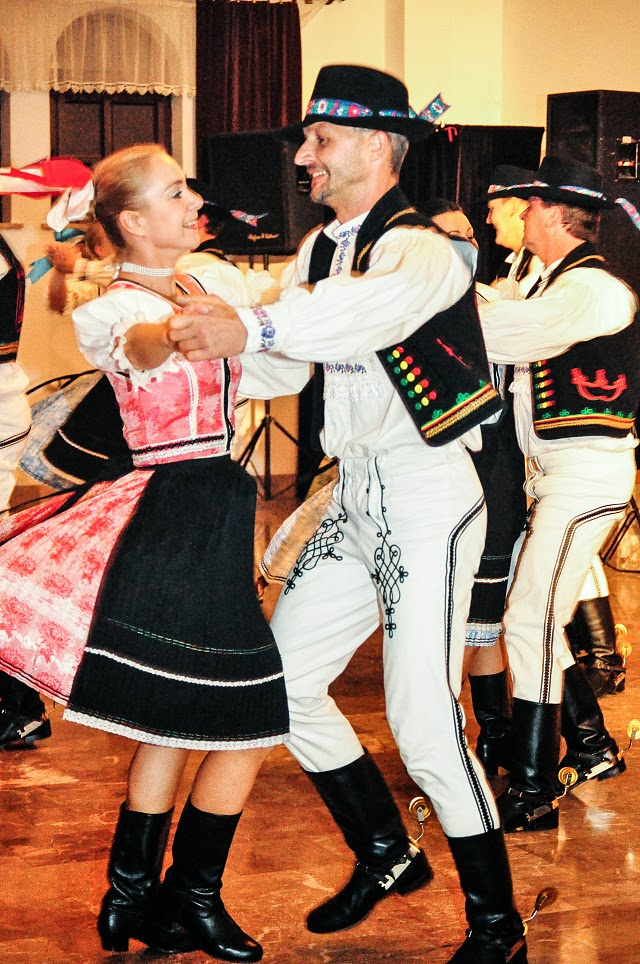
Kierownicy Zaolzia

## Kierownicy zespołu
Od samego początku, od roku 2001, zespołem zarządzają Dorota i Marcin Filipczykowie. Kierownikiem zespołu jest Marcin Filipczyk, kierownikiem artystycznym Tomasz Cienciała. 

## Repertuar
Repertuar składa się z pieśni i tańców Śląska Cieszyńskiego, zwłaszcza regionu górskiego Beskidów (tzw. region górolski), także tańców zamutowskie z regionu zemplińskiego (Zamutov), z regionu orawskiego (Zuberec), z regionu podhalańskiego (Chochołów - Suchá Hora) oraz tańców romskich. W ciągu lat zespół współpracował z różnymi choreografami (np. wiązanka tańców „Jak żech jo szeł przez tyn lasek borowy“ – choreograf Otto Jaworek, „łowiynziok“ – Dorota Gazurek (zespół regionalny Istebna – Polska), „Na posiónku“ – Michał Milerski , „Cigáň“, „Orava“, „Zamutovske tance“ – Ľubo Jarolín (Słowacja). 

## Wyjazdy zagraniczne
Wyjazdy są w większości powiązane z występami albo zaproszeniem od zaprzyjaźnionych zespołów. W roku 2015 i 2018 zespół odwiedził Ankarę na zaproszenie  zespołu reprezentującego główne miasto Turcji, Tubil, który z kolei wystąpił na Górolskim Święcie w 2015 roku. ZPiT Zaolzi często odwiedza Słowację i Polskę. 

## Występy w Czechach i za granicą
- Festival národnostních menšin v Orlové (2008)
- Fedrowani z folklorym (Sucha Górna, 2008)
- Festiwal Folklorystyczny Święty Jón (Bystrzyca, 2008)
- II. Parada Regionów w Zabrzu, organizowana przez zespół Śląsk (2008)
- Festiwal Folklorystyczny w Brzegu (2009)
- Międzynarodowy festiwal folklorystyczny Strážnice na Morawach (największy festiwal w kraju, 2009)
- Międzynarodowy Festiwal Folkloru na Skalitém (2010-2012)
- Światowy Festiwal Folklorystyczny (Ankara, 2013)
- Międzynarodowy festiwal Interfolk (Kołobrzeg, 2015)[10]
- Podroháčské slavnosti (Zuberec, 2016)
- Dny slovanské kultury (Uherské Hradiště, 2017)
- Festiwal Vychodná (Słowacja, 2017)[5]
- Międzynarodowy festiwal folklorystyczny Yennimahalle (Ankara, 2018)
- Corol (Rock Café Southock[11], 2020)

- Folk&Roll (Rock Café Southock Jabłonków, 2021)[8]

Zespół regularnie bierze udział w cyklu folklorystycznym „Tydzień Kultury Beskidzkiej“, festiwalu „Złoty Kłos“ (Zebrzydowice) oraz Gorolski Święto. W ciągu roku uczestniczy również w wielu imprezach folklorystycznych oraz kulturalnych w całym regionie czesko-polsko-słowackiego trójstyku, np. w koncertach świątecznych, festiwalach PZKO, dożynkach, świętach gmin oraz balach.

## Nagrody i wyróżnienia
- Festiwal Złoty kłos  w Zebrzydowicach – 2007, wyróżnienie[15]
- Festiwal Złoty kłos w Zebrzydowicach – 2013, drugie miejsce w kategorii "Zespoły prezentujące tradycyjne ludowe zwyczaje i obrzędy, bądź zajęcia gospodarcze"[16]

## Galeria

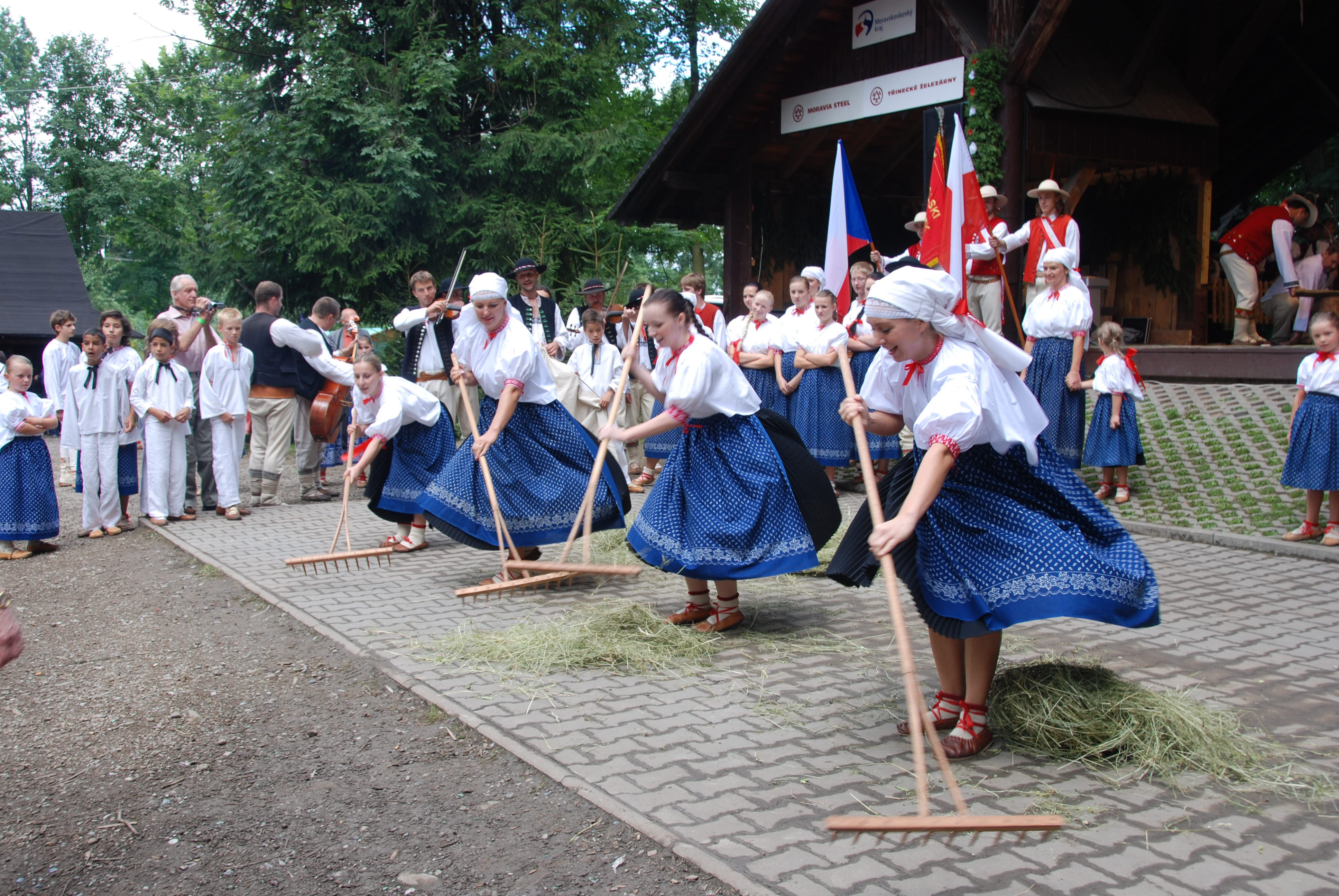
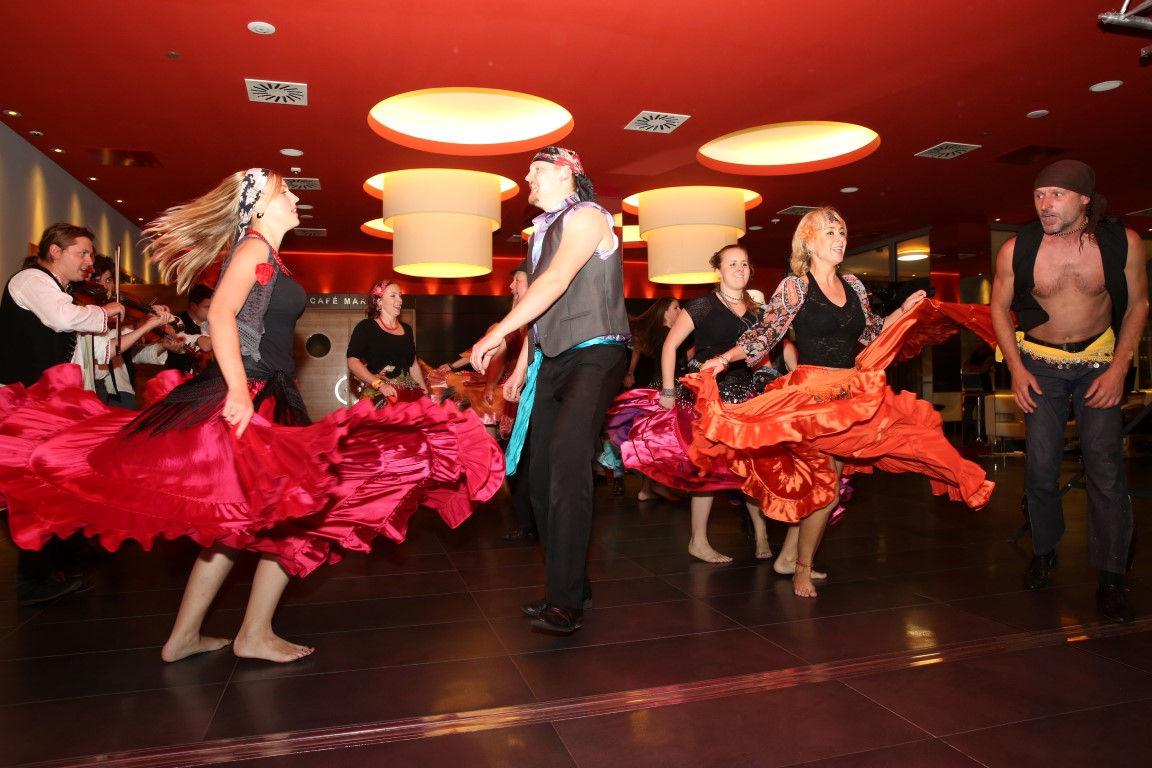
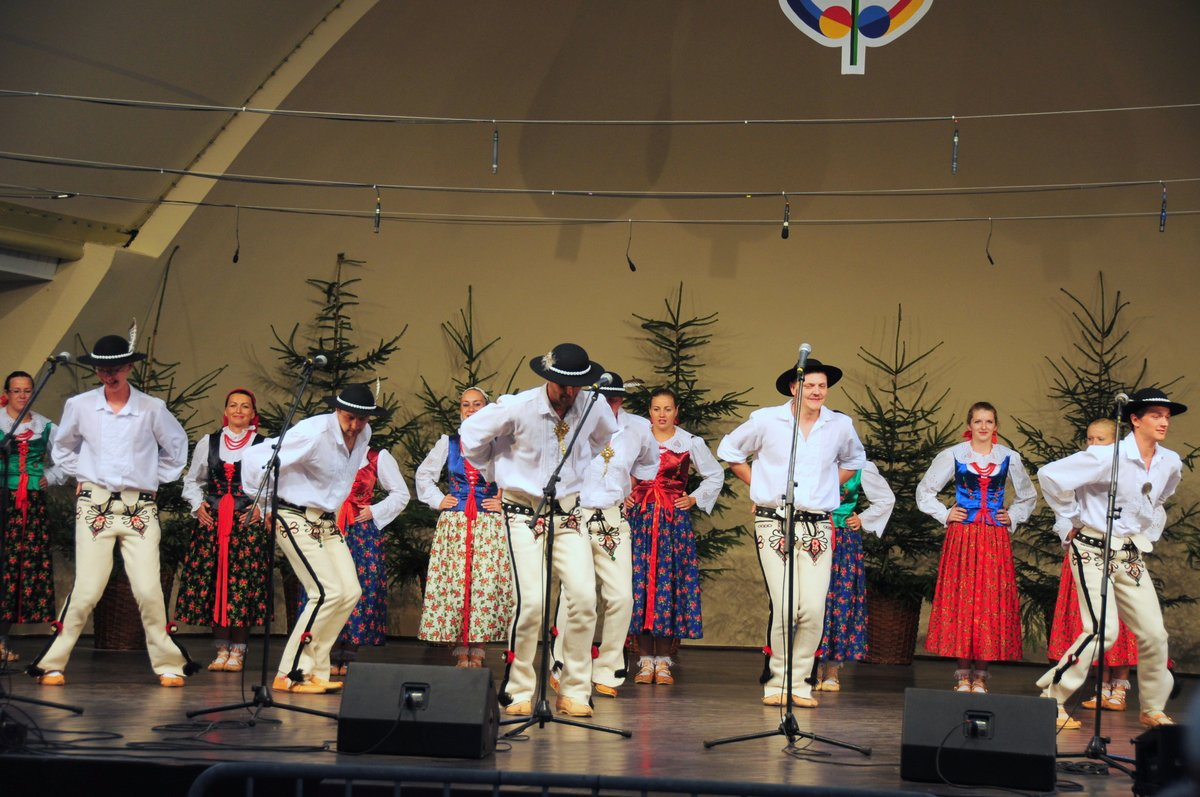